# Anandi Gopal Joshi
Anandi Gopal Joshi (in marathi आनंदीबाई गोपाळराव जोशी), anche chiamata Anandibai Gopalrao Joshi (Kalyan, 31 marzo 1865 – 26 febbraio 1887) è stata un medico indiano, la prima donna indiana ad aver completato in Occidente gli studi di medicina.
Morì poco dopo la laurea, senza aver mai esercitato l'attività clinica.

## Biografia

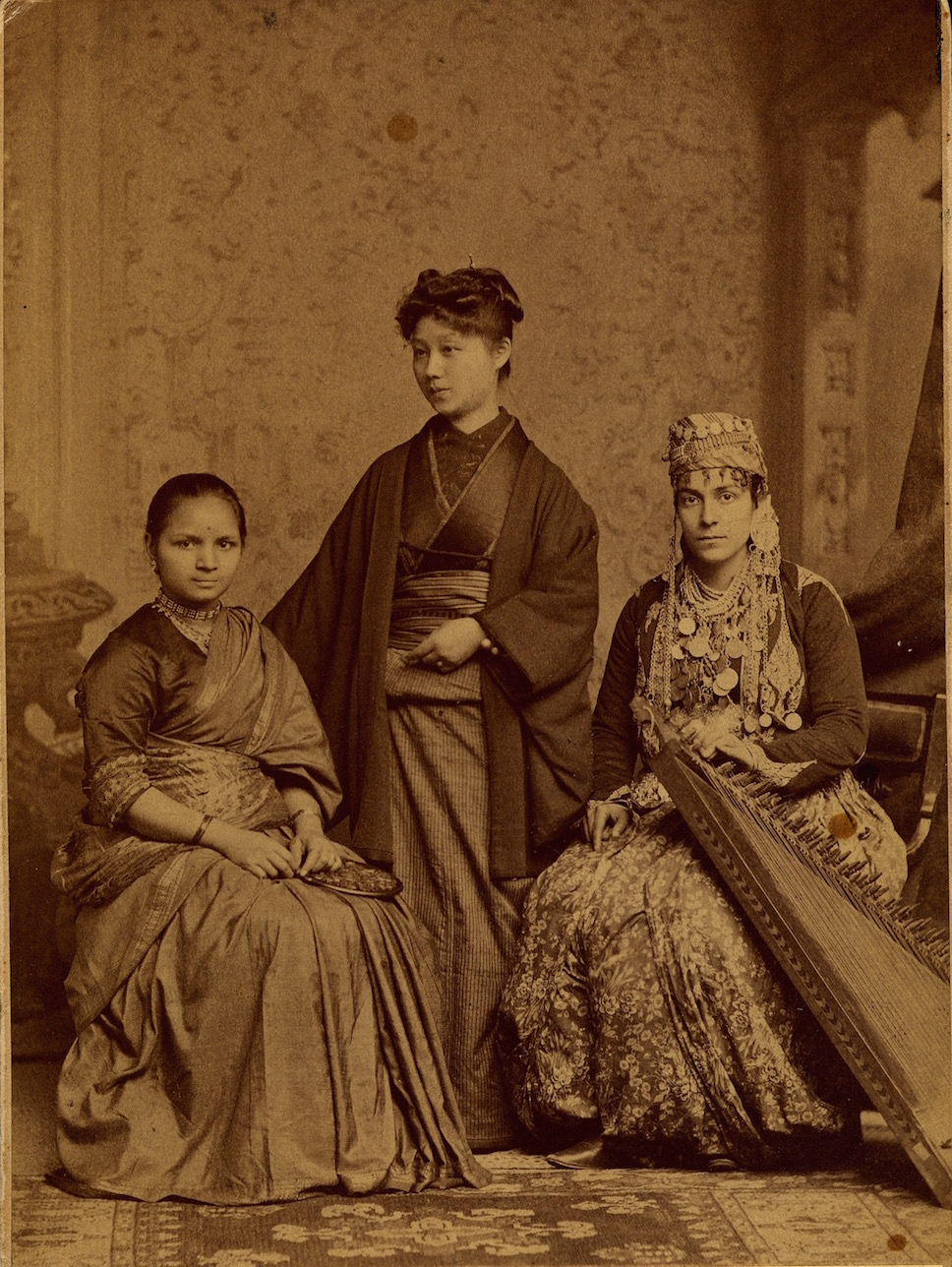
Anandi Joshi, Okami Kei e Sabat Islambouli al Women Medical College of Pennsylvania (1885)

Anandi era figlia di Gunputrao Amritaswar Joshi e di sua moglie Gungabai. Il suo nome originario era Yumna o Yamuna ("Figlia del sole"). Sesta di dieci figli, aveva quattro fratelli e cinque sorelle, due dei quali morirono giovani. La sua famiglia apparteneva alla casta dei bramini, erano ricchi proprietari terrieri e molto conservatori. Yamuna crebbe tra Pune dove la famiglia possedeva un palazzo e Kalyan; la piccola aveva un rapporto molto stretto con il padre che ne ammirava e incoraggiava la curiosità. Gunputrao era un uomo erudito che aveva organizzato una scuola in alcune stanze della sua abitazione.
Quando Yamuna aveva solo cinque anni venne trasferito nell'ufficio postale di Puna Gopalrao Joshi, il padre di Yamuna riconoscendo la buona conoscenza del sanscrito di Gopalrao inviò la piccola a lezione da lui. Dopo tre anni Gopalrao venne promosso e trasferito. Per Yamuna, che all'epoca aveva otto anni, questa notizia fu devastante, chiese ed ottenne di poter seguire Gopalrao nonostante l'opposizione della madre. Venne accompagnata dalla nonna che rimase con lei fino alla sua morte. Il 31 marzo del 1874, giorno del suo nono compleanno, Yamuna sposò Gopalrao.
Gopalrao Joshi era vedovo,  aveva quasi vent'anni più di lei ed era di idee molto progressiste per l'epoca. Era favorevole all'istruzione femminile e dopo il matrimonio continuò ad occuparsi della formazione della moglie. Come era consuetudine nel Maharashtra dell'epoca, le diede un nuovo nome, Anandibai, che significa "gioia del mio cuore".
Gopalrao insegnò ad Anandi a leggere e scrivere in marathi, inglese e sanscrito. Secondo alcune fonti, era talmente ossessionato dall'educazione della moglie che sorprendendola in cucina ad aiutare la nonna l'avrebbe picchiata. All'età di quattordici anni, Anandi diede alla luce il suo unico figlio, che morì dopo soli dieci giorni a causa della mancanza di cure mediche. Secondo quanto riferito, questo triste evento spinse Anandi a prendere in considerazione l'idea di studiare medicina negli Stati Uniti.
Secondo le sue stesse parole, voleva "dare alle mie povere e sofferenti compagne l'assistenza medica di cui hanno disperatamente bisogno, poiché preferirebbero morire piuttosto che essere toccate da un medico maschio". La sua scelta venne molto criticata, anche presso il luogo di lavoro del marito.
A tal fine Gopalrao contattò una missione a Princeton, nel New Jersey, e chiese assistenza per permettere alla moglie di studiare negli Stati Uniti. La sua accorata richiesta fu pubblicata sulla rivista Missionary Review con commenti ironici da parte della redazione. Per un caso fortuito la rivista fu letta da una filantropa, Theodocia Carpenter, che contattò Anandi e le offrì il suo aiuto. Tra le due si svilupparono una fitta corrispondenza ed una stretta amicizia e con il suo aiuto Anandi si recò negli Stati Uniti nel 1883 nonostante i primi problemi di salute.
Al Women Medical College of Pennsylvania, che in seguito divenne parte della Drexel University, Anandi completò il ciclo di studi quadriennale in soli tre anni. La sua tesi riguardò le pratiche ostetriche degli antichi indù. Con lei studiarono altre due donne straniere, Kei Okami dal Giappone e Sabat Islambooly dalla Siria.

### La laurea
Alla cerimonia di laurea del marzo 1886, alla quale erano presenti il marito e la riformatrice indiana Pandita Ramabai, Anandi fu acclamata e ricevette le congratulazioni scritte della regina Vittoria. 

### La morte
Tuttavia, le sue condizioni di salute si erano deteriorate a tal punto da costringerla a rinunciare a un tirocinio presso il New England Hospital for Women and Children e a tornare in India. Al suo ritorno le riservato un ricevimento festoso e le venne offerto un posto come medico capo dell'ala femminile dell'Albert Edward Hospital nello stato indiano del Kolhapur.
Poco tempo dopo si scoprì che era affetta da tubercolosi: Anandi morì il 18 febbraio 1887 senza aver mai assunto l'incarico. 
Il marito la fece cremare secondo l'usanza indù, ma invece di disperdere le ceneri le inviò a Theodocia Carpenter negli Stati Uniti, che le seppellì nella tomba di famiglia nel cimitero di Poughkeepsie.

## Omaggi alla sua figura
Ad Anandi Gopal Joshi è intitolato il cratere Joshee su Venere.